# Fullback
A fullback (FB) az amerikaifutballban – alapfelállásban – az irányító mögött, de a futójátékos előtt helyezkedik el vagy azzal egy vonalban. Vannak olyan felállások, amikor nincs a pályán, de legfeljebb egy tartózkodik a pályán belőle. Fő feladata a running back előtt futva blokkolni, ám egyes variációkban ő fut a labdával. Passzolva is kaphatja a labdát. Vannak olyan passzjátékok, amikor az irányító megvédésében segítenek. Általában a sima running backeknél nagyobb méretű játékosok játszanak fullbacket. Régebben sokkal többet használták futásra őket, de ma már néhány csapat nem is használ ilyen típusú játékost. Átlagos méreteik: 175–185 cm, 220–260 font (100–120 kg). A legjobb fullbackek: Tony Richardson, Lorenzo Neal, Mike Alstott, Kyle Johnson, Mack Strong.
Számozásuk: 20–49.
| Amerikai futball-pozíciók                  | Amerikai futball-pozíciók            | Amerikai futball-pozíciók | Amerikai futball-pozíciók             | Amerikai futball-pozíciók | Amerikai futball-pozíciók               | Amerikai futball-pozíciók | Amerikai futball-pozíciók |
| Offense                                    | Offense                              |                           | Defense                               | Defense                   |                                         | Special teams             | Special teams             |
| ------------------------------------------ | ------------------------------------ | ------------------------- | ------------------------------------- | ------------------------- | --------------------------------------- | ------------------------- | ------------------------- |
| Linemen                                    | Guard, Tackle, Center                | Linemen                   | Nose tackle, Tackle, End, Edge rusher | Rúgó játékosok            | Placekicker, Punter, Kickoff specialist |                           |                           |
| Quarterback                                | Quarterback                          | Linebacker                | Linebacker                            | Snapping                  | Long snapper, Holder                    |                           |                           |
| Backs                                      | Halfback, Fullback, H-back, Wingback | Backs                     | Cornerback, Safety                    | Visszahordás              | Punt returner, Kick returner            |                           |                           |
| Elkapók                                    | Wide receiver, Tight end, Slotback   | Backs                     | Nickelback, Dimeback                  | Szerelés                  | Gunner                                  |                           |                           |
| Formációk - Pozíciók története - Stratégia |                                      |                           |                                       |                           |                                         |                           |                           |